# Ernő Csiki
MVDr. Ernő Csiki, původním jménem Ernst Dietl (22. října 1875, Vulcan, Rumunsko - 7. července 1954, Budapešť, Maďarsko), byl významný maďarský entomolog - koleopterolog, veterinární lékař, entomologický historik, muzeologický pracovník, redaktor maďarského časopisu Rovartani lapok (Entomologické listy). V místě jeho bydliště byla v Budapešti na jeho počest pojmenovaná jedna ulice Bogár utca (česky Broučí ulice).

## Biografie
Ernö Csiki se narodil ve městě Vulcan na území Rumunska. V roce 1898 si změnil příjmení na „Csiki“. Po skončení základní a střední školy studoval veterinární medicínu v Budapešti, v roce 1897 se stal veterinářem. Po skončení školy působil jako asistent v zoologické oddělení Maďarského národního muzea v Budapešti. V roce 1920 se stal vedoucím zoologického oddělení muzea a v roce 1924 jeho ředitelem.

## Entomologické aktivity
Zabýval se hlavně řádem brouků (Coleoptera) a to především čeleděmi Carabidae a Chrysomelidae. Jako redaktor maďarských "entomologických listů" - Rovartani lapok, spolupracoval především s Lajosem Abafi-Aignerem. Zpracovával také některé biografické články o významných entomolozích převážně z Rakousko-Uherské monarchie. Byl významný taxonomem a specialista v oboru koleopterologie. Popsal asi 400 nových druhů hmyzu z území Evropy, Asie. Zasloužil se mimo jiné jako průzkumník řádu Coleoptera na území Balkánu. Dělal také průzkum některých lokalit na území Slovenska. V letech 1897 až 1932 působil jako správce v Maďarském přírodohistorickém muzeu. V roce 1953 získal titul doktora přírodních věd. Během svého života napsal asi 451 prací s více než 9000 stránkami textu.
Jeho sbírka hmyzu se zachovala v Maďarskem národním muzeu v Budapešti. Obsahuje především sbírku brouků a materiál ze třetí expedice Eugena Zichy do centrální a východní Asie z roku 1898. Sestává z téměř milionu jedinců.

## Botanika
Podle Ernő Csikiho je pojmenována také poddruh sleziníku červeného (Asplenium trichomanes) - Asplenium csikii (synonymum pro Asplenium trichomanes ssp. pachyrachis).

## Vybraná díla
Publikoval zejména v odborných periodikách. Vydal však i několik monografií.
- Adatok a magyar Coleoptera-faumijahoz. Rovartani Lapok 5, 6, ss. 115-118 (1898)
- Hazank Orsodacne-felei. Rovartani Lapok 6, ss. 92-95 (1899)
- Die Endomychiden-Gattung Milichius Gerst. 3 pp (1900)
- Coleopteren. W: Zichy E. Zoologische Ergebnisse der dritten Asiatischen Forschungsreise. II. Budapest-Leipzig, 120 ss. (1901)
- Coleopterologiai jegyzetek. Rovartani Lapok 8, 4, ss. 99-103 (1901)
- Molusca. W: Fauna Regni Hungariae II, Budapest, 44 ss. (1902)
- Ad cognitionem generis Corynomalus Gerst. (Coleoptera, Endomychidae). 11 pp (1902)
- Uebersicht der Arten der Endomychiden-Gattung Encymon Gerst. 11 pp (1902)
- Coleopterologiai jegyzetek. III. Kozlemeny. Rovartani Lapok 10: 125 - 127 (1903)
- Százlábuak és pókfélék a M. N. Muzeum gyüjteményében. Rovartani Lapok 10: p. 55 - 58 (1903)
- Psylliodes Wachsmanni, egy uj levelbogar a magyar tengermellekrol. Rovartani Lapok 10: p. 40 -42 (1903)
- Conspectus generum mycetainarum, Endomychidarum subfamiliae. 2 pp (1905)
- Ujabb adatok Magyarorszag bogartaunajahoz. Rovartani Lapok 11, 1: p. 4 - 8 (1905)
- Ujabb adatok Magyarorszag bogartaunajahoz. (7. potjegyzek a faunakatalogushoz). Rovart. Lapok 12, 9: p. 177 - 179 (1905)
- Adatok Magyarorszag bogarfaunajahoz. Rovartani Lapok 18,4: p. 55 - 58 (1911)
- Adatok Magyarorszag bogfufaunajahoz. Rovartani Lapok 19, 2/3: p. 29 - 31 (1912)
- Adatok Magyarorszag bogartaunajahoz. II. Rovartani Lapok 21, 1/3: p. 16 - 26 (1914)
- Mordellidae. Coleopterorum Catalogus 63, ss. 1-84 (1915)
- Carabidae: Harpalinae III. Coleopterorum Catalogus, ss. 104 (1929)
- Carabidae: Harpalinae IV. W: Junk W. & Schenkling S. (red.): Coleopterorum Catalogus. Pars 112. 209 ss. (1930)
- Carabidae: Harpalinae V. [w:] Coleopterorum Catalogus 115 (1931)
- Carabidae: Harpalinae VI. [w:] Junk W. & Schenkling S. (red.): Coleopterorum Catalogus. Pars 121. 209 pp (1932)
- Carabidae: Harpalinae VII. [w:] Junk W. & Schenkling S. (red.): Coleopterorum Catalogus, 124: ??? pp (1932)
- Curculionidae: Rhynchophorinae, Cossoninae. Coleopterorum Catalogus 149: 1 - 212 (1936)
- Neue Endomychiden. 2 pp (1937)
- Adatok Köszeg és vidéke bogárfaunájának ismeretéhez. [Beiträge zur Kenntnis der Käferfauna von Köszeg und Umgebung.] Part 1 from parts 1-2-3. 11 ss. (1941)
- Adatok Köszeg és vidéke bogárfaunájának ismeretéhez. [Beiträge zur Kenntnis der Käferfauna von Köszeg und Umgebung.] Part 2 from parts 1-2-3. 6 ss. (1941)
- Adatok Köszeg és vidéke bogárfaunájának ismeretéhez. [Beiträge zur Kenntnis der Käferfauna von Köszeg und Umgebung.] Part 3 from parts 1-2-3. 7 ss. (1941)
- Coleopterologische Notizen. Fragm. faun. hung., 4: p. 94 - 95 (1941)
- Addidamenta ad faunam Coleopterorum Hungariae. Fragm. faun. hung., 4: p. 54 - 57 (1941)
- Coleopteren von Alibotusch-Gebirge in Süd-Bulgarien. 5 ss. (1943)
- Coleopterologische Notizen II. Fragm. Faun. hung., 6: ss. 65-67 (1943)
- Die Käferfauna des Karpaten-Beckens. 1. Band: Allgemeiner Teil und Caraboidea. Mit 212 Textfiguren, 798 ss. (1946)
- Ueber neue und bekannte Coleopteren aus Ungarn und den angrenzenden Landem. Ann. hist.-nat. Mus. hung., n. ser., 3 (1952): ss. 115-135 (1953)